# Vote au Conseil de l'Union européenne
Le vote au Conseil se déroule selon trois modalités différentes : le vote à la majorité qualifiée, le vote à la majorité simple et le vote à l'unanimité.

## Évolution des systèmes de votes

### Votes au sein des communautés avant la fusion des exécutifs

#### Communauté européenne du charbon et de l'acier
Le Conseil spécial de ministres, équivalent du Conseil au sein de la Communauté européenne du charbon et de l'acier (CECA), connaissait aussi une division des types de votes à l'unanimité, la majorité absolue ou la majorité simple.
L'unanimité était acquise par une approbation de l'ensemble des membres du Conseil, c'est-à-dire que toute abstention était théoriquement assimilée à un vote négatif. Cependant, la Communauté économique européenne (CEE) et Euratom précisaient que l'unanimité ne faisait pas obstacle à l'adoption d'une décision, et il semblerait que cette pratique fût également celle en vigueur pour la CECA. Les avis conformes et les décisions pouvaient, si le traité en disposait ainsi, être adopté à l'unanimité.
L'unanimité était prévue :
- dans le cadre de l'article 9, paragraphe 2 du traité instituant la CECA, si le Conseil prend la décision de réduire le nombre de membres de la Haute Autorité[5].
- si le Conseil souhaitait augmenter le nombre de juges à la Cour de justice[6].
- pour les avis conformes adoptés dans le cadre de l'article 53(b) du traité (institution de mécanismes financiers)[7].
- dans le cadre des avis conformes adoptés par le Conseil en vue de demander à la Haute Autorité de contribuer au financement de travaux et d'installations contribuant directement et principalement à accroître la production, abaisser les prix de revient et faciliter l'écoulement des produits[8].
- si le Conseil demande à la Haute Autorité, si elle ne le fait pas de son propre chef, d'établir un régime de quotas « en cas de réduction de la demande » créant une « crise manifeste »[9].
- dans le cadre de la fin du régime de quotas, le Conseil, pour rejeter la proposition visant à y mettre un terme formulée par la Haute Autorité, doit prendre une décision contraire à l'unanimité. Si toutefois la demande visant à mettre fin au régime de quotas est formulée par un État membre, le Conseil vote à la majorité simple[10].

La majorité absolue (la majorité des membres qui composent le Conseil) est la forme de vote commune du Conseil. En effet, le traité dispose en son article 28, paragraphe 5 : « les décisions du Conseil, autres que celles qui requièrent une majorité qualifiée ou l'unanimité, sont prises à la majorité des membres qui composent le Conseil ». Un vote selon cette modalité est acquis lorsque la majorité absolue des membres du Conseil est réunie (50% + 1) dont devait faire partie « un des États qui assurent au moins 20 % de la valeur totale des productions de charbon et d'acier de la Communauté ». Le traité prévoyait que les avis conformes étaient adoptés à la majorité absolue selon une procédure spéciale. En effet, si lors du premier vote une égalité apparaissait, et si la Haute Autorité maintenait sa proposition en seconde délibération : la majorité absolue devait inclure les votes de « deux États membres assurant chacun 20 % au moins de la valeur totale des productions de charbon et d'acier de la Communauté ».
Le traité prévoyait aussi la majorité qualifiée.

### Première extension de la majorité qualifié
À l'origine, les votes étaient principalement adopté à l'unanimité. La politique agricole commune fut le premier domaine à passer à la majorité qualifiée tandis que le marché intérieur restait un domaine de l'unanimité.

### Acte unique européen
La majorité qualifiée est étendue au marché intérieur. Margaret Thatcher, alors Premier ministre, ne s'y est pas opposée afin de permettre le développement du marché intérieur.

### Traité d'Amsterdam
Jusqu'au 30 avril 2004, la répartition des 87 voix était la suivante : 
- l'Allemagne, la France, l'Italie et le Royaume-Uni : 10 ;
- l'Espagne : 8 ;
- la Belgique, la Grèce, les Pays-Bas et le Portugal : 5 ;
- l'Autriche et la Suède : 4 ;
- le Danemark, l'Irlande et la Finlande : 3 ;
- le Luxembourg : 2.

La proposition de texte qui émane de la Commission européenne doit recueillir 62 voix sur un total de 87 pour être approuvée. Pour modifier une proposition de la Commission sans le consentement de celle-ci, l'unanimité des membres du Conseil est requise. Dans la pratique, le Conseil s'efforce toujours de trouver le consensus le plus large possible avant de statuer.

### Traité de Nice
Le traité d'Athènes d'adhésion de dix nouveaux États membres entré en vigueur le 1er mai 2004, et le traité de Nice entré en vigueur le 1er novembre 2004 modifient l'organisation et le fonctionnement du Conseil :
- De façon transitoire, du 1er mai au 31 octobre 2004 : le nombre total de voix est porté à 124. La majorité qualifiée est de 88 voix. Les quinze États membres actuels conservent le même nombre de voix. La répartition pour les dix nouveaux entrants est la suivante : 
  - la Pologne : 8 voix,
  - la République tchèque et la Hongrie : 5 voix,
  - la Slovaquie, la Lituanie, la Lettonie, la Slovénie et l'Estonie : 3 voix,
  - Chypre et Malte : 2 voix.

- À l'entrée en vigueur du traité de Nice le 1er novembre 2004, une nouvelle pondération est introduite. Elle est revue au 1er janvier 2007 pour prendre en compte l'élargissement de l'Union à la Bulgarie et à la Roumanie. À partir de cette date, la majorité qualifiée est atteinte si 255 voix sur 345 sont réunies par au moins 14 États membres. La pondération des voix au Conseil favorise la représentativité des petits États membres par rapport aux grands. Un État membre peut demander que les États représentant la majorité qualifiée représentent au moins 62 % de la population de l'Union. Les votes sont répartis comme suit entre les 27 États membres de l'UE :
  - Allemagne, France, Italie, Royaume-Uni : 29
  - Espagne, Pologne : 27
  - Roumanie : 14
  - Pays-Bas : 13
  - Belgique, République tchèque, Grèce, Hongrie, Portugal : 12
  - Autriche, Bulgarie, Suède : 10
  - Danemark, Irlande, Lituanie, Slovaquie, Finlande : 7
  - Estonie, Chypre, Lettonie, Luxembourg, Slovénie : 4
  - Malte : 3

### Traité de Lisbonne
Le traité de Lisbonne supprime la pondération des voix et instaure un système à double majorité pour l'adoption des décisions. La majorité qualifiée est atteinte si elle regroupe au moins 55 % des États membres [c'est-à-dire 15 États] représentant au moins 65 % de la population de l’Union européenne. Lorsque le Conseil ne statue pas sur une proposition de la Commission, la majorité qualifiée doit alors atteindre au moins 72 % des États membres [c'est-à-dire 20 États] représentant au moins 65 % de la population. Un tel système attribue donc une voix à chaque État membre tout en tenant compte de leur poids démographique. Le traité de Lisbonne prévoit également une minorité de blocage composée d'au moins quatre États membres représentant plus de 35 % de la population de l’Union. Ce nouveau système de vote à la majorité qualifiée est applicable depuis le 1er novembre 2014 (mais avec une possibilité d’utilisation du système de vote défini par le traité de Nice au cas par cas jusqu’au 31 mars 2017).

#### Du1erdécembre 2009 au1ernovembre 2014
Avec l'entrée de la Croatie dans l'UE en 2013, la majorité qualifiée est passée à 260 voix sur un total de 352.

## Types de votes
L'article 16(3) du traité sur l'Union européenne dispose que : « le Conseil statue à la majorité qualifiée, sauf dans les cas où les traités en disposent autrement ». Le traité prévoit en effet deux autres modes de vote dans le cadre de certaines procédures : la majorité et l'unanimité.

### Majorité qualifiée
Le vote à la majorité qualifiée est utilisé lorsque le Conseil prend des décisions dans le cadre de la procédure législative ordinaire, également appelée « codécision ». Environ 80 % de l'ensemble des actes législatifs de l'UE sont adoptés au moyen de cette procédure.
À partir du 1er novembre 2014, une nouvelle procédure de vote à la majorité qualifiée s'applique au Conseil. Selon cette procédure, lorsque le Conseil vote sur une proposition de la Commission ou du Haut Représentant de l'Union pour les affaires étrangères et la politique de sécurité, la majorité qualifiée est atteinte si deux conditions sont remplies :
- 55 % des États membres ont exprimé un vote favorable - soit 15 sur 27 ;
- la proposition est soutenue par des États membres représentant au moins 65 % de la population totale de l'UE.

Une tierce condition stipule que le blocage d'une décision ne peut être possible que si elle regroupe au moins 4 pays, empêchant ainsi à quelques États parmi les plus peuplés de bloquer les décisions de la majorité (la France et l'Allemagne regroupant 33,64% de la population de l'Union, si cette règle n'était pas en vigueur la participation de n'importe quel État regroupant plus de 1,5% de la population européenne pourrait bloquer les décisions de la majorité).
Cette nouvelle procédure s'appelle également la règle de la « double majorité ».

### Unanimité
L'unanimité est encore utilisée par le Conseil dans certains cas :
- l'article 352 du TFUE prévoit que le Conseil doit statuer à l'unanimité, sur proposition de la Commission et après approbation du Parlement européen, si une action de l'Union est nécessaire pour atteindre les objectifs fixés par les traités sans que ces derniers ne lui confèrent les pouvoirs d'action requis[19].
- l'article 329(2) du TFUE dispose que « l'autorisation de procéder à une coopération renforcée [dans le cadre de la politique étrangère et de sécurité commune] est accordée par une décision du Conseil, statuant à l'unanimité »[20].
- l'article 31(1) du TUE, au sujet des clauses passerelles, indique que le Conseil (ainsi que le Conseil européen) statue à l'unanimité, sauf dans les cas prévus à l'article 31(2), (3) et (5) du TUE[21].
- l'article 223(1), alinéa 2 du TFUE dispose que le Conseil statue à l'unanimité dans le cadre d'une procédure législative spéciale dans le cadre de la procédure visant à réguler le mode d'élection au suffrage universel direct du Parlement européen[22].

L'unanimité est également prévue dans le règlement intérieur du Conseil dans certains cas. Ainsi, l'article 1er(3), alinéa 2, dispose que, « en cas de circonstances exceptionnelles et pour des raisons dûment justifiées, le Conseil […], statuant à l'unanimité, peut décider qu'une session du Conseil se tiendra dans un autre lieu ». Ainsi, lors de l'ouverture de la session de l'Assemblée générale des Nations unies, le Conseil des affaires étrangères se réunit à New York.

### Majorité simple
Le Conseil vote à la majorité simple pour certaines questions. Ainsi :
- l'article 240, alinéa 2 du TFUE confie au Conseil la décision à majorité simple de l'organisation de son secrétariat général.
- l'article 240, alinéa 3 du TFUE prévoit que que le Conseil statue à majorité simple sur les questions de procédure et du règlement intérieur[24].
- l'article 241 du TFUE prévoit que le Conseil peut, à la majorité simple, demander à la Commission européenne de mener des études visant à réaliser « les objectifs communs [de l'Union] et de lui soumettre toutes propositions [législatives] appropriées »[25].
- l'article 242 du TFUE permet au Conseil de fixer à majorité simple le statut des comités prévus par les traités (après avoir consulté la Commission)[26].

## Formalités de vote
Les formalités de vote prennent trois formes :
- le vote formel : il s'agit d'un vote par constatation de la présidence.
- le vote ad referendum : il s'agit d'un vote provisoire. Il permet au ministre de voter en disant qu'il devra toutefois consulter son gouvernement. Cette consultation doit avoir lieu pendant le Conseil afin de modifier son vote, le cas échéant.
- et le vote d'urgence : il s'agit d'une procédure écrite décidée à la majorité qualifiée par le COREPER. La présidence peut l'introduire elle-même si le temps manque. Elle se décompose en deux parties : la demande de l'accord des gouvernements des États membres et, si leur réponse est positive, leur vote sur la problématique soumise. Ce vote se fait par télex.

## Pratique du Conseil
Le développement de la majorité qualifiée a, dans la pratique, augmenté l'adoption de décision unanimement à près de 80 %. En effet, le vote « non », utilisé pour empêcher la prise de décision sur un point donné pour préserver les intérêts d'un État, peut avoir pour conséquence d'empêcher l'adoption d'une décision que ce même État, du fait de ses intérêts, voudrait mettre en œuvre. Ainsi, l'extension des possibilités d'adopter une décision à la majorité a eu pour conséquence l'augmentation de la recherche de compromis unanime.

## Sources

#### Documents officiels
- Traité sur l'Union européenne, 2012 (lire en ligne)
- Traité sur le fonctionnement de l'Union européenne, 2012 (lire en ligne)
- Décision du Conseil portant adoption de son règlement intérieur, 1er décembre 2009 (lire en ligne)
- Traité instituant la Communauté européenne du charbon et de l'acier, 18 avril 1951 (lire en ligne)

#### Ouvrages
- Stéphanie Novak, La prise de décision au conseil de l'Union européenne ; pratiques du vote et consensus, Paris, Dalloz, mars 2011, 245 p. (ISBN 978-2-247-10676-9)
- Jean-Paul Jacqué, Droit institutionnel de l'Union européenne, Paris, Dalloz, mai 2015, 8e éd., 750 p. (ISBN 978-2-247-15175-2)
- Joël Rideau, Droit institutionnel de l'Union européenne, Paris, LGDJ, 2010, 1464 p. (ISBN 978-2-275-03381-5, ISSN 0990-3909)

## Compléments